# Yothu Yindi
Yothu Yindi est un groupe de musique aborigène australien chantant notamment en gumatj et en anglais. Yothu Yindi signifie en yolngu « enfant et mère ».
Le groupe a créé la Fondation Yothu Yindi en 1990 pour promouvoir le développement culturel yolngu, notamment en produisant, depuis 1999, le festival annuel Garma des cultures traditionnelles et en gérant, depuis mai 2007, le Dilthan Yolngunha (lieu de guérison),.

## Membres
- Mandawuy Yunupingu, chanteur et parolier
- Stuart Kellaway, bassiste
- Nicky Yunupingu, danseur et didgeridoo
- Ben Hakalitz, percussionniste
- Cal Williams, guitariste

## Discographie
- Homeland Movement (1988)
- Tribal Voice (1991)
- Freedom (1993)
- Birrkuta - Wild Honey (1996)
- One Blood (1998)
- Garma (2000)